# Wichita County (Kansas)
Das Wichita County ist ein County im Bundesstaat Kansas der Vereinigten Staaten. Das U.S. Census Bureau hat bei der Volkszählung 2020 eine Einwohnerzahl von 2152 ermittelt.
Der Verwaltungssitz (County Seat) ist Leoti. Das County gehört zu den Dry Countys, was bedeutet, dass der Verkauf von Alkohol eingeschränkt oder verboten ist.

## Geographie
Das County liegt fast im äußersten Westen von Kansas, ist etwa 40 km von Colorado entfernt und hat eine Fläche von 1861 Quadratkilometern ohne nennenswerte Wasserfläche. Es grenzt im Uhrzeigersinn an folgende Countys: Logan County, Scott County, Kearny County, Hamilton County, Greeley County und Wallace County.

## Geschichte
Das Wichita County wurde am 6. März 1873 als Original-County aus freiem Territorium gebildet. Benannt wurde es nach dem Indianervolk der Wichita. Andere Quellen nennen das Jahr 1886.
Ein Bauwerk des Countys, das William B. and Julia Washington House, ist im National Register of Historic Places eingetragen (Stand 30. August 2017).

## Demografische Daten
Nach der Volkszählung im Jahr 2000 lebten im Wichita County 2531 Menschen. Davon wohnten 25 Personen in Sammelunterkünften, die anderen Einwohner lebten in 967 Haushalten und 723 Familien im Wichita County. Die Bevölkerungsdichte betrug 1 Einwohner pro Quadratkilometer. Ethnisch betrachtet setzte sich die Bevölkerung zusammen aus 86,3 Prozent Weißen, 0,1 Prozent Afroamerikanern, 0,7 Prozent amerikanischen Ureinwohnern, 0,1 Prozent Asiaten und 10,5 Prozent aus anderen ethnischen Gruppen; 2,4 Prozent stammten von zwei oder mehr Ethnien ab. 18,41 Prozent der Bevölkerung waren spanischer oder lateinamerikanischer Abstammung.
Von den 967 Haushalten hatten 35,1 Prozent Kinder unter 18 Jahren, die mit ihnen gemeinsam lebten. 65,3 Prozent waren verheiratete, zusammenlebende Paare, 5,8 Prozent waren allein erziehende Mütter und 25,2 Prozent waren keine Familien. 23,7 Prozent aller Haushalte waren Singlehaushalte und in 10,0 Prozent lebten Menschen mit 65 Jahren oder darüber. Die Durchschnittshaushaltsgröße betrug 2,59 und die durchschnittliche Familiengröße betrug 3,07 Personen.
28,7 Prozent der Bevölkerung waren unter 18 Jahre alt. 7,3 Prozent zwischen 18 und 24 Jahre, 25,7 Prozent zwischen 25 und 44 Jahre, 22,3 Prozent zwischen 45 und 64 Jahre und 16,0 Prozent waren 65 Jahre alt oder älter. Das Durchschnittsalter betrug 37 Jahre. Auf 100 weibliche Personen kamen 104,4 männliche Personen. Auf 100 Frauen im Alter von 18 Jahren und darüber kamen 102,6 Männer.
Das jährliche Durchschnittseinkommen eines Haushalts betrug 33.462 USD, das Durchschnittseinkommen einer Familie betrug 41.034 USD. Männer hatten ein Durchschnittseinkommen von 27.523 USD, Frauen 18.807 USD. Das Prokopfeinkommen betrug 16.720 USD. 11,2 Prozent der Familien und 14,8 Prozent der Bevölkerung lebten unterhalb der Armutsgrenze.

## Städte und Gemeinden
In Wichita County liegen im Jahr 2004 die folgenden Orte, die angegebene Einwohnerzahl beruht auf der statistischen Hochrechnung des Jahres 2004:
- als gemeindeangehöriger Ort (Incorporated City)
  - Leoti, 1475 Einwohner, Verwaltungssitz des County
- als nicht gemeindeangehörige Orte (Unincorporated place)
  - Coronado, Geisterstadt
  - Farmer City, Geisterstadt
  - Marienthal
  - Selkirk

Township
- Leoti Township